# 傑日比亞河
53°22′43″N 22°02′07″E / 53.3787°N 22.0352°E

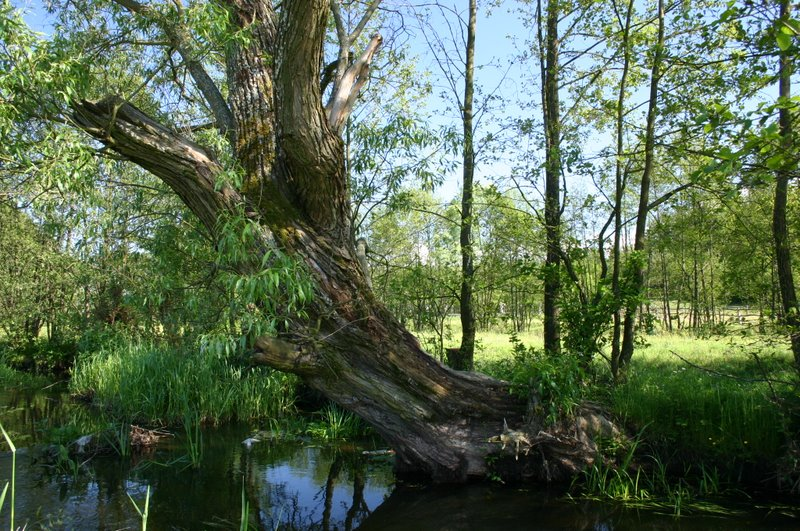

傑日比亞河是波蘭的河流，位於該國東北部，處於波德拉謝省，流經科爾諾縣，河道全長19公里，流域面積109平方公里，河口來自多個來源。